# Confederazione internazionale dei cinema d'essai
La Confederazione internazionale dei cinema d'essai (in francese Confédération internationale des cinémas d'art et d'essai, in inglese International Confederation of Arthouse Cinemas, in tedesco  Internationale Verband der Filmkunsttheater) – nota anche con l'acronimo CICAE derivato dalla denominazione ufficiale in lingua francese – è un'associazione no-profit che promuove la diversità culturale nei cinema e nei festival cinematografici.
Nel 2025 conta oltre 2 400 sale associate, direttamente o per il tramite di 12 associazioni nazionali, complessivamente ubicate in 45 diversi stati.

## Storia
L'associazione nacque nel 1955 dalla cooperazione tra le associazioni nazionali per il cinema artistico e d'essai di Francia, Germania, Paesi Bassi e Svizzera, venendo registrata in Francia come associazione estera. Negli anni successivi accolse tra i suoi membri ulteriori associazioni nazionali – principalmente di paesi europei – e singoli cinema di nazioni in cui non esistono associazioni nazionali dedicate al cinema artistico e d'essai.
Nel 1966 la confederazione partecipò alla conferenza di Berna sulla distribuzione dei film culturali e nel 2003 divenne membro della Coalition française pour la diversité culturelle (francese, in italiano Coalizione francese per la diversità culturale). Nel 2019 si schierò contro la scelta del Festival internazionale del cinema di Berlino di accettare in concorso il film Elisa e Marcela perché prodotto dalla piattaforma di streaming Netflix senza previsione di distribuzione della pellicola nei cinema.

## Attività
La confederazione si occupa della promozione delle sale associate e dei festival cui prende parte, tratta degli impatti ambientali del cinema, partecipa al comitato consultivo dell'Osservatorio europeo dell'audiovisivo del Consiglio d'Europa, organizza l'Arthouse Cinema Day (inglese, in italiano Giornata del cinema d'essai) ed i premi Arthouse Cinema Awards.

### Arthouse Cinema Awards
L'associazione conferisce gli Arthouse Cinema Awards (inglese, in italiano Premi per il cinema artistico) in occasione di alcuni festival cinematografici con lo scopo di favorire la distribuzione dei film premiati – solitamente film indipendenti – presso i propri membri. I festival in cui il premio è assegnato sono:
- CineFest - Miskolc (Ungheria)
- Cinélatino - Tolosa (Francia)
- Festival del cinema di Gdynia - Gdynia (Polonia)
- Festival internazionale del cinema di Berlino - Berlino (Germania)
- Filmfest - Amburgo (Germania)
- Loft Film Fest - Tucson (Stati Uniti d'America)
- Sarajevo Film Festival - Sarajevo (Bosnia ed Erzegovina)
- Semana Internacional de Cine de Valladolid - Valladolid (Spagna)

## Membri
I membri della confederazione sono 12 associazioni nazionali per il cinema artistico e d'essai e 54 cinema associati direttamente. Le 12 associazioni nazionali affiliate sono:
- AFCAE (Francia)
- AG KINO - GILDE (Germania)
- AIACE (Italia)
- Art Mozi (Ungheria)
- Circuíto Gran Cine (Venezuela)
- FICE (Italia)
- NAAS (Libano)
- NFO (Paesi Bassi)
- PROMIO (Spagna)
- Riksföreningen Biograferna (Svezia)
- SSV / ASCA (Svizzera)
- Stowarzyszenie Kin Studyjnych (Polonia)

Sono inoltre presenti membri speciali costituiti da festival, associazioni o persone attivi nel campo della diffusione culturale attraverso il cinema.